# Stadio Al-Shaab

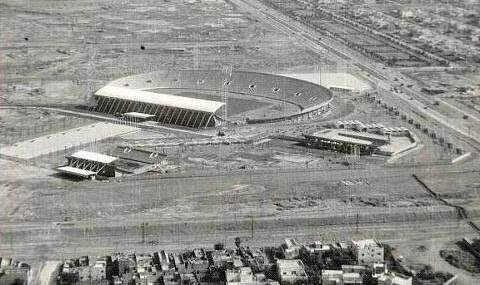
Lo stadio Al-Shaab in costruzione nel 1965

Lo stadio Al-Shaab (in arabo ملعب الشعب‎?, "stadio del popolo") è un impianto sportivo di Baghdad, in Iraq. Ha una capienza di 40 000 posti ed è stato inaugurato il 6 novembre 1966. La sua costruzione iniziò il 21 aprile 1960.
Di proprietà del governo, fino al 2013 ha ospitato le partite della nazionale irachena di calcio, poi trasferitasi allo stadio Città dello sport di Bassora, impianto situato nel sud dell'Iraq che ha privato l'Al-Shaab del primato di capienza per uno stadio iracheno, fino ad allora detenuto.
Ha ospitato la Coppa delle nazioni del Golfo 1979, la finale della Coppa dei Campioni araba per club del 1982, l'intera Coppa dei Campioni araba per club del 1985, la Coppa della Palestina 1972 e due edizioni del campionato mondiale militare di calcio, nel 1968 e nel 1972.

## Storia
Alla fine del 1959 una delegazione della Fondazione Calouste Gulbenkian si recò presso il Ministero della Difesa dell'Iraq. Durante l'incontro con il ministro Abd al-Karim Qasim fu presentata un'offerta al governo iracheno: la fondazione si impegnava a destinare una percentuale fissa dei ricavi della vendita del petrolio di proprietà della fondazione per progetti da realizzare a Baghdad, tra cui il Museo nazionale iracheno, il Teatro nazionale iracheno, la Città medica e lo stadio Al-Shaab.
Abd al-Karim Qasim annunciò la costruzione dello stadio Al-Shaab il 21 aprile 1960, davanti a 15 000 spettatori. Egli dichiarò che la costruzione del nuovo stadio ufficiale della nazionale di calcio irachena sarebbe terminata nel 1962, per una capienza di 50 000 spettatori.
Il costo di costruzione fu di 1 milione di dinari, affinché lo stadio diventasse uno dei più grandi del Medio Oriente. La sua superficie totale del sito è di 200.000 m². Il progetto prevedeva una pista di atletica ricoperta di tartan, torri-faro alte 55 metri e una superficie totale del parco di 40.000 m², con 4.000 posti auto. Il complesso includeva due stadi di allenamento, campi da basket, pallavolo, pallamano e tennis e avrebbe contenuto anche una piscina olimpionica.
La partita di apertura dello stadio Al-Shaab, tra Benfica e una selezione dei migliori giocatori di Baghdad, si tenne il 6 novembre 1966 di fronte a 60.000 spettatori. Al 30' del primo tempo andò in gol José Augusto Torres, a cui rispose Qasim Mahmoudper la squadra di Baghdad al 55', pareggiando momentaneamente la partita. Il Benfica realizzò il gol del 2-1 all'80' su tiro di Domiciano Cavém.
Il 9 aprile 2003 lo stadio Al-Shaab fu gravemente danneggiato da un bombardamento dell'aeronautica militare statunitense durante la battaglia di Baghdad. La maggior parte dei suoi posti a sedere furono distrutti e sul campo comparvero numerosi e grandi crateri. Fino al 2004 lo stadio fu utilizzato come pista di atterraggio dall'aeronautica militare statunitense. Nell'aprile 2004 il capo dell'Autorità Provvisoria della Coalizione Paul Bremer annunciò che sarebbero stati stanziati 3 milioni di dollari per rinnovare lo stadio Al-Shaab e riportarlo in buone condizioni per ospitare diversi sport. Lo stadio fu ufficialmente riaperto il 12 giugno 2005, pronto ad ospitare alcune partite della Prima Lega irachena 2004-2005.
La nazionale di calcio irachena non ha potuto giocare allo stadio Al-Shaab dal 2005 al 2009 a causa della guerra civile irachena. La prima partita dell'Iraq allo stadio dopo sei anni di partite casalinghe in altri paesi si tenne il 13 luglio 2009, quando l'Iraq batté per 4-0 la Mandato di Palestina in un'amichevole internazionale.
Una grande ristrutturazione dello stadio cominciò il 2 marzo 2010 con un costo di 3.966.000 dollari a spese del primo ministro del Kurdistan iracheno Nechervan Barzani. La ristrutturazione prevedeva la sostituzione dell'erba con un'erba sempreverde, la pista di atletica con una nuova composta dai colori blu e bianco e anche l'aggiunta di posti a sedere colorati di giallo, verde, blu e grigio, al fine di dare allo stadio la capienza di 34.200 posti. La ristrutturazione fu realizzata da aziende inglesi, svedesi e russe e terminò il 9 maggio 2010.
Nel maggio 2015 le aziende collaborarono con il Ministero della gioventù iracheno per rinnovare lo stadio e portarlo in buone condizioni prima che una delegazione della FIFA visitasse l'Iraq per valutare lo stadio Al-Shaab e lo Stadio internazionale di Bassora e rrevocare il divieto di disputare partite negli stadi iracheni. La ristrutturazione prevedeva la tinteggiatura del compartimento principale, la posa di pavimenti in ceramica, il ripristino dell'impianto elettrico dello stadio, la riqualificazione del parco e dell'area esterna dello stadio, l'installazione di porte elettriche e il fissaggio degli ascensori ai compartimenti.
Il 5 agosto 2015 la società amministrativa responsabile della ristrutturazione dello stadio Al-Shaab annunciò che il 15 agosto i lavori di ristrutturazione sarebbero proseguiti dopo essere stati sospesi da giugno ad agosto. Tra le opere realizzate vi furono la sostituzione del sistema di irrigazione e la sostituzione del terreno di gioco, rimpiazzato con un terreno simile a quelli in uso negli stadi internazionali di alta qualità.
Lo stadio fu sottoposto a una nuova ristrutturazione nel 2023, con il colore dei sedili cambiato da blu a bianco e l'installazione di ulteriori 1.500 posti.